# Chassillé
Chassillé là một xã thuộc tỉnh Sarthe trong vùng Pays-de-la-Loire tây bắc nước Pháp. Xã này có diện tích 7,3 km2, dân số năm 2006 là 221 người.
Thị trấn nằm bên hữu ngạn sông Vègre, sông chảy theo hướng tây nam qua thị trấn.